# Агафологија
Агатологија (од грчког агатхос – љубазан, добар и логос – реч) – дословно „учење о добру“, чини онај део практичне филозофије или етике који се бави „највишим добром“.
Од времена када је Сократ дефинисао овај концепт у смислу да спаја идеју врлине са идејом блаженства (благостања) и да највиша врлина чини највишу срећу, однос између ова два аспекта наведеног. концепт је постао предмет живе дебате између различитих школа старогрчке филозофије постаристотеловског периода, које су давале приоритет животној мудрости над светском.
Идентитет врлине и среће на који указује Сократ епикурејци су тумачили у смислу да прво није ништа друго до добро прорачуната жеља за срећом, док су стоици открили да блаженство лежи искључиво у испољавању врлине. Ово супротстављање доктрини агафологије ушло је у средњовековну и модерну филозофију и, штавише, на такав начин да су погледи стоика на еудаимонизам почели да се мешају са концептом највишег добра, које одређује спој врлине и среће.
Концепт највишег добра је, уосталом, логичан израз психолошке чињенице која лежи у универзалној претпоставци о устројству света да је особа која поступа исправно на крају крајева срећна на овај или онај начин. Концепт највишег добра је директна последица идеје моралног светског поретка.